# Emaus Nikopolis
Emaus Nikopolis, Emmaus Nicopolis, Amwas (gr. Εμμαούς Νικὀπολις; hebr. אמאוס ניקופליס) – starożytne miasto położone w zachodniej części doliny Ajalon, na żyznej równinie Szefela, w Dystrykcie Jerozolimy, w centralnej części Izraela, oddalone od Jerozolimy o około 30 km. Emmaus było w starożytności znane jako oaza zasobna w wodę o dobrej jakości. Nazwa Emaus pochodzi prawdopodobnie od hebrajskiego słowa „Chammot”, które znaczy „gorące źródła” lub „zdroje”. W III w. Emaus otrzymało nazwę Nikopolis, która w języku greckim oznacza „miasto zwycięstwa”.

## Emaus Nikopolis jako biblijne Emaus
Emaus Nicopolis jest jednym z trzech miast ubiegających się o uznanie za biblijne Emaus. Lokalizacja biblijnego spotkania Jezusa z uczniami w dzisiejszym Emaus Nikopolis jest uznawana za prawdopodobną. Według Biblii (Łk 24,13-16.28-32) Emaus było oddalone 60 stadiów (około 11 km), lub – według niektórych kodeksów Ewangelii Łukasza – 160 stadiów (około 30 km) od Jerozolimy. Ten drugi wymiar pasuje do lokalizacji Emaus Nikopolis. Potwierdzenie tożsamości tej miejscowości z biblijnym Emaus daje wczesna tradycja, poparta opiniami Orygenesa, Euzebiusza z Cezarei, św. Hieronima, Ado z Vienne, Teofana Wyznawcy i Sozomenosa.

## Historia
W czasach Cesarstwa Bizantyńskiego miasto było stolicą biskupstwa. W IV oraz w V wieku wybudowano w Emaus bazylikę, która podobno powstała na miejscu domu św. Kleofasa, jednego z uczniów Jezusa. Świątynia została zniszczona przez Samarytan w 529 roku. W XII wieku krzyżowcy zbudowali nową, mniejszą bazylikę, ale po opuszczeniu przez nich Palestyny, także i ona została zburzona. W bezpośrednim sąsiedztwie Emaus cesarz Tytus Flawiusz założył osadę Nikopolis („miasto zwycięstwa”). Osada miała upamiętniać zdobycie Jerozolimy w roku 70.
W 1878 roku karmelitanka Miriam Baouardy miała podobno widzenie, w którym poznała lokalizację biblijnego Emaus. Podczas podróży przez Palestynę Mała Arabka wskazała na Emaus Nikopolis jako lokalizację z wizji. W 1879 roku karmelitański klasztor z Betlejem zakupił to miejsce. Przeprowadzane w Emaus Nikopolis wykopaliska archeologiczne (1880, 1924) doprowadziły do odkrycia w tym miejscu pozostałości dwóch nakładających się na siebie bazylik bizantyńskich i ruin kaplicy krzyżowców. Odkryto także pozostałości wielu domostw, a także ślady budowli z dużych bloków skalnych datowanej na III w., która mogła pełnić funkcję świątyni chrześcijańskiej.

## Czasy współczesne
Od 1993 roku opiekę nad pozostałościami po Emaus sprawuje założona we Francji w 1973 roku Wspólnota Błogosławieństw. W Izraelu wspólnota funkcjonuje od 1975 roku.

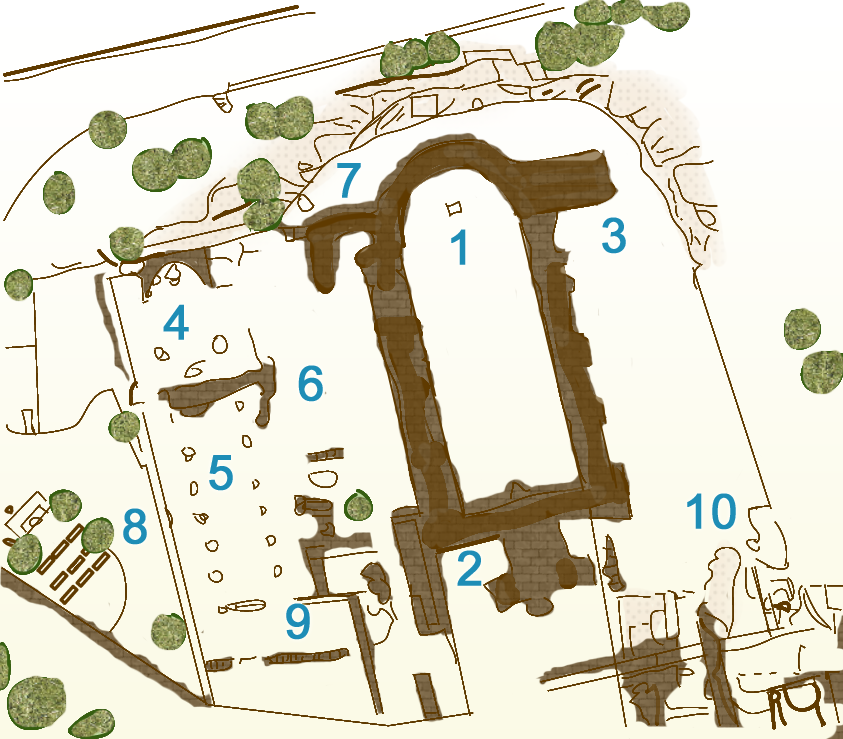
plan wykopalisk
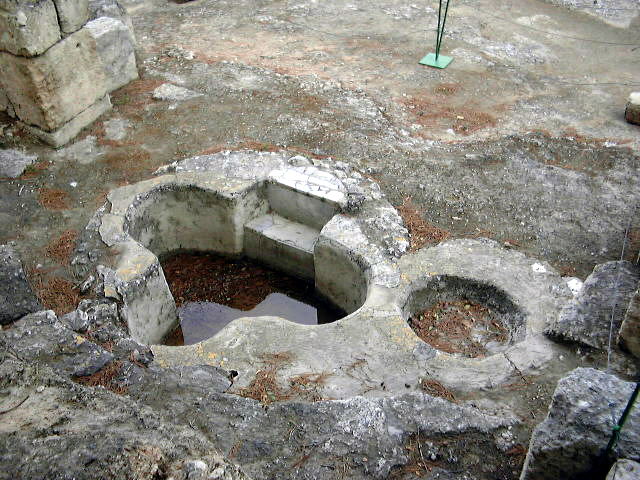
baptysterium
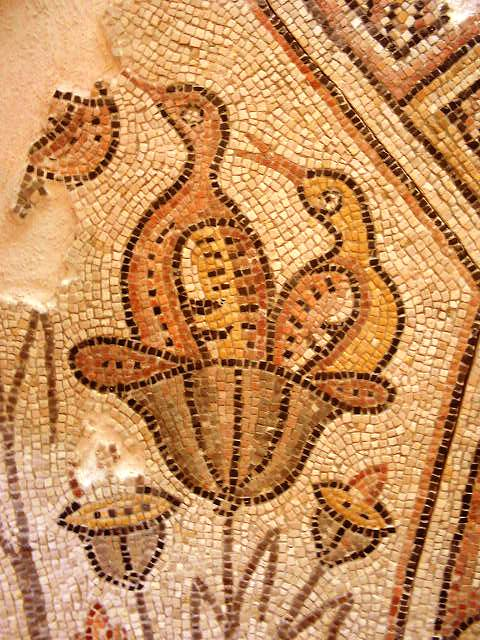
bizantyńska mozaika